# Ủy ban Olympic châu Âu
Ủy ban Olympic châu Âu (EOC) là một tổ chức có trụ sở tại Roma, Ý. Tổ chức này quản lý hoạt động của 50 Ủy ban Olympic quốc gia ở châu Âu.
EOC tổ chức ba sự kiện thể thao lớn: Đại hội Thể thao Olympic Trẻ châu Âu, Games of the Small States of Europe và Đại hội Thể thao châu Âu.
EOC không có liên kết với đại hội thể thao European Championships.

## Các quốc gia thành viên
Bảng liệt kê dưới đây bao gồm thông tin về các quốc gia thành viên, và năm Ủy ban Olympic Quốc tế (IOC) công nhận Ủy ban Olympic của riêng quốc gia; lưu ý phân biệt năm thành lập và năm được công nhận.
| Quốc gia             | Mã  | Ủy ban Olympic quốc gia                                  | Gia nhập  | Chú thích |
| -------------------- | --- | -------------------------------------------------------- | --------- | --------- |
| Albania              | ALB | Ủy ban Olympic Quốc gia Albania                          | 1958/1959 |           |
| Andorra              | AND | Ủy ban Olympic Andorra                                   | 1971/1975 |           |
| Armenia              | ARM | Ủy ban Olympic Armenia                                   | 1990/1993 |           |
| Áo                   | AUT | Ủy ban Olympic Áo                                        | 1908/1912 |           |
| Azerbaijan           | AZE | Ủy ban Olympic Quốc gia Azerbaijan                       | 1992/1993 |           |
| Belarus              | BLR | Ủy ban Olympic Belarus                                   | 1991/1993 |           |
| Bỉ                   | BEL | Ủy ban Olympic Bỉ                                        | 1906      |           |
| Bosna và Hercegovina | BIH | Ủy ban Olympic Bosnna và Hercegovina                     | 1992/1993 |           |
| Bulgaria             | BUL | Ủy ban Olympic Bulgaria                                  | 1923/1924 |           |
| Croatia              | CRO | Ủy ban Olympic Croatia                                   | 1991/1993 |           |
| Síp                  | CYP | Ủy ban Olympic Síp                                       | 1974/1978 |           |
| Cộng hòa Séc         | CZE | Ủy ban Olympic Cộng hòa Séc                              | 1899/1993 |           |
| Đan Mạch             | DEN | Ủy ban Olympic Quốc gia Đan Mạch                         | 1905      |           |
| Estonia              | EST | Ủy ban Olympic Estonia                                   | 1923/1991 |           |
| Phần Lan             | FIN | Ủy ban Olympic Phần Lan                                  | 1907      |           |
| Pháp                 | FRA | Ủy ban Olympic và Thể thao Pháp                          | 1894      |           |
| Gruzia               | GEO | Ủy ban Olympic Quốc gia Gruzia                           | 1989/1993 |           |
| Đức                  | GER | Liên đoàn Thể thao Olympic Đức                           | 1895      |           |
| Vương quốc Anh       | GBR | Hiệp hội Olympic Vương quốc Anh                          | 1905      |           |
| Hy Lạp               | GRE | Ủy ban Olympic Hy Lạp                                    | 1894/1895 |           |
| Hungary              | HUN | Ủy ban Olympic Hungary                                   | 1895      |           |
| Iceland              | ISL | Hiệp hội Olympic và Thể thao Quốc gia Iceland            | 1921/1935 |           |
| Ireland              | IRL | Liên đoàn Olympic Ireland                                | 1922      |           |
| Israel               | ISR | Ủy ban Olympic Israel                                    | 1933/1952 |           |
| Ý                    | ITA | Ủy ban Olympic Quốc gia Ý                                | 1908/1915 |           |
| Kosovo               | KOS | Ủy ban Olympic Kosovo                                    | 1992/2014 |           |
| Latvia               | LAT | Ủy ban Olympic Latvia                                    | 1922/1991 |           |
| Liechtenstein        | LIE | Ủy ban Olympic Liechtenstein                             | 1935      |           |
| Litva                | LTU | Ủy ban Olympic Quốc gia Litva                            | 1924/1991 |           |
| Luxembourg           | LUX | Ủy ban Olympic và Thể thao Luxembourg                    | 1912      |           |
| Malta                | MLT | Ủy ban Olympic Malta                                     | 1928/1936 |           |
| Moldova              | MDA | Ủy ban Olympic Quốc gia Cộng hòa Moldova                 | 1991/1993 |           |
| Monaco               | MON | Ủy ban Olympic Monaco                                    | 1907/1953 |           |
| Montenegro           | MNE | Ủy ban Olympic Montenegro                                | 2006/2007 |           |
| Hà Lan               | NED | Ủy ban Olympic Hà Lan                                    | 1912      |           |
| Bắc Macedonia        | MKD | Ủy ban Olympic Bắc Macedonia                             | 1992/1993 |           |
| Na Uy                | NOR | Ủy ban Olympic và Paralympic và Liên đoàn Thể thao Na Uy | 1900      |           |
| Ba Lan               | POL | Ủy ban Olympic Ba Lan                                    | 1918/1919 |           |
| Bồ Đào Nha           | POR | Ủy ban Olympic Bồ Đào Nha                                | 1909      |           |
| România              | ROU | Ủy ban Olympic và Thể thao România                       | 1914      |           |
| Nga                  | RUS | Ủy ban Olympic Nga                                       | 1911/1912 |           |
| San Marino           | SMR | Ủy ban Olympic Quốc gia San Marino                       | 1959      |           |
| Serbia               | SRB | Ủy ban Olympic Serbia                                    | 1911/1912 |           |
| Slovakia             | SVK | Ủy ban Olympic và Thể thao Slovakia                      | 1992/1993 |           |
| Slovenia             | SLO | Ủy ban Olympic Slovenia                                  | 1991/1993 |           |
| Tây Ban Nha          | ESP | Ủy ban Olympic Tây Ban Nha                               | 1912      |           |
| Thụy Điển            | SWE | Ủy ban Olympic Thụy Điển                                 | 1913      |           |
| Thụy Sĩ              | SUI | Hiệp hội Olympic Thụy Sĩ                                 | 1912      |           |
| Thổ Nhĩ Kỳ           | TUR | Ủy ban Olympic Thổ Nhĩ Kỳ                                | 1908/1911 |           |
| Ukraina              | UKR | Ủy ban Olympic Quốc gia Ukraina                          | 1990/1993 |           |

### Cựu thành viên
| Quốc gia             | Mã  | Ủy ban Olympic quốc gia             | Thành lập/Công nhận | Giải thể |
| -------------------- | --- | ----------------------------------- | ------------------- | -------- |
| Tiệp Khắc            | TCH | Ủy ban Olympic Tiệp Khắc            | 1919                | 1992     |
| Đông Đức             | GDR | Ủy ban Olympic Quốc gia Đông Đức    | 1951/1968           | 1990     |
| Serbia và Montenegro | SCG | Ủy ban Olympic Serbia và Montenegro | 2003                | 2006     |
| Liên Xô              | URS | Ủy ban Olympic Liên Xô              | 1951                | 1992     |
| Nam Tư               | YUG | Ủy ban Olympic Nam Tư               | 1919/1920           | 2003     |

## Đại hội
- Đại hội Thể thao châu Âu (EG)
- Đại hội Thể thao Olympic Trẻ châu Âu (EYOF)